# Týden bisexuálního povědomí

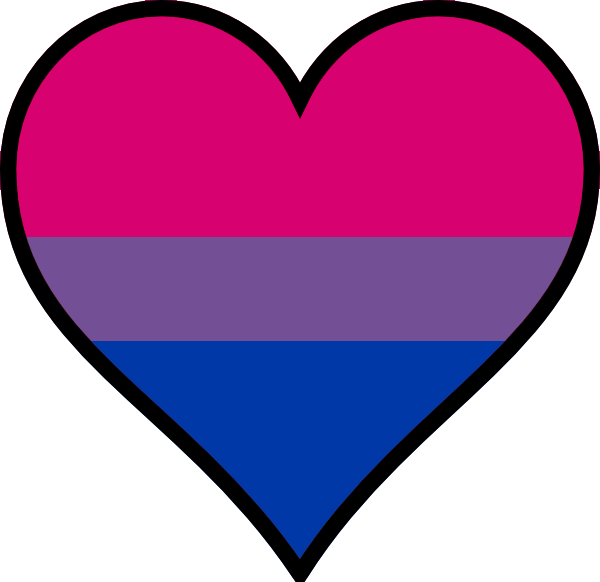
Symbol srdce v bisexuální trikoloře

Týden bisexuálního povědomí, známý také jako #BiWeek, je každoroční slavnostní týden, který se koná od 16. do 23. září. Týden vrcholí dnem bisexuality (svátek slavený 23. září).

## Založení
Týden bisexuálního povědomí byl zaveden v USA organizacemi GLAAD a BiNet USA.

## Cíl
Akce podporuje kulturní přijetí bisexuální komunity a má za cíl vytvoření platformy pro obhajobu bisexuálních práv. Festival má pomáhat k vybírání politiků, a dalších mocných osob, kteří zajistí, nebo se o to budou ve svých programech alespoň pokoušet a šířit tím povědomí o problematice, bisexuální komunitě přijetí a sociální integraci.
Podle průzkumu Pew Research Centra z roku 2013 tvoří bisexuálové asi 40% LGBT komunity.